# Illiberis assimilis
Illiberis assimilis es una especie de mariposa de la familia Zygaenidae.
Fue descrita científicamente por Jordan en 1907.